# 贺希格
贺希格（？—？），博尔济吉特氏，蒙古族，奉天省哲里木盟科尔沁左翼后旗（今屬内蒙古自治区通辽市）人，為僧格林沁之玄孫，其父為阿穆尔灵圭。

## 生平
1912年（民国元年）11月20日，扎萨克博多勒噶台亲王阿穆尔灵圭之子贺希格获封辅国公。1923年4月23日，贺希格晋封固山贝子，自此人称“贺贝子”。1930年5月29日，阿穆尔灵圭在北京病逝。同年10月，“哲里木盟盟长和奉天督军张学良上报蒙藏委员会，经国民政府行政院批准，任命贺希格为科尔沁左翼后旗札萨克，但不再承袭爵位。”
贺希格担任科尔沁左翼后旗札萨克后，仍长住北平（今北京）的王府。滿洲國時期將科左后旗改名“东科后旗”，并于1932年废除该旗札萨克改为旗长，旗长由包善一担任。日本投降後，國共兩黨開始爭奪東北。1946年9月10日，中国国民党辽北省委任命贺希格为东科后旗旗长。贺希格乃自北京赴吉尔嘎朗（旗政府的所在地），在包善一的地方武裝和国军第七十一军协助下，成立了东科后旗政府。
1947年2月13日，内蒙古人民自卫军第一、二师的两个团兵力，包围了吉尔嘎朗，全歼东科后旗保安队300多人，俘虏了旗长贺希格。此后其生平不详。